# إيسو سيمبسون
إيسو سيمبسون (مواليد 6 أكتوبر 1990) هو سبّاح من غرينادا، مثّل بلاده في الألعاب الأولمبية الصيفية 2012.

## روابط خارجية
إيسو سيمبسون على موقع الاتحاد الدولي للسباحة (الإنجليزية)
- إيسو سيمبسون على موقع أوليمبيديا (الإنجليزية)